# 默恩达尔
默恩达尔（瑞典語：Mölndal）是瑞典西海岸大哥德堡的一部分，是默恩达尔市的行政中心。该市60,000居民中约有40,000人生活在默恩达尔本地。

## 地理
默恩达尔位于哥德堡和马尔默之间的西部干线铁路上，欧洲高速公路E6/E20也从北到南贯穿该地区。哥德堡電車系统服务于默恩达尔。

## 历史

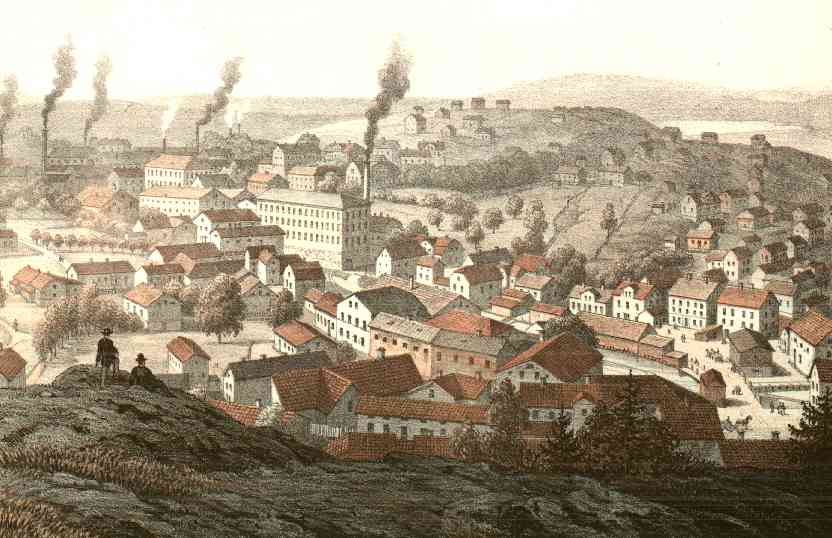
默恩达尔，1870年

这个城市的名字来源于两个单词：是的缩写，Möllor是“磨坊”的旧词，dal是瑞典語的“谷”字。 Mölndal是“磨坊谷”。Kvarnbyn狭窄而又高又长的瀑布给所有的水磨提供了必要的动力，与山上的风车一起诞生了默恩达尔的早期工業化。

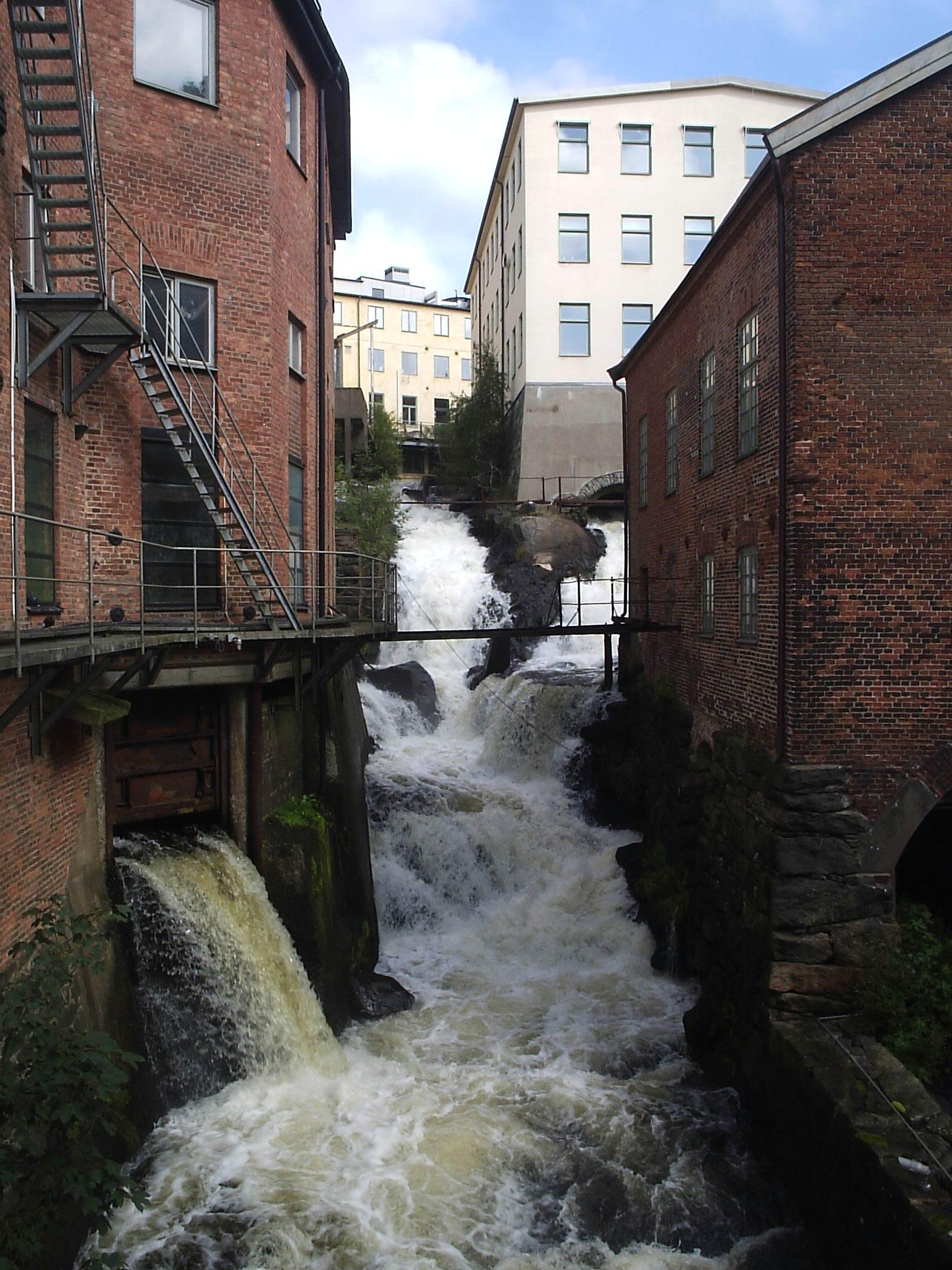
老工业区，今天是旅游景点

## 工业

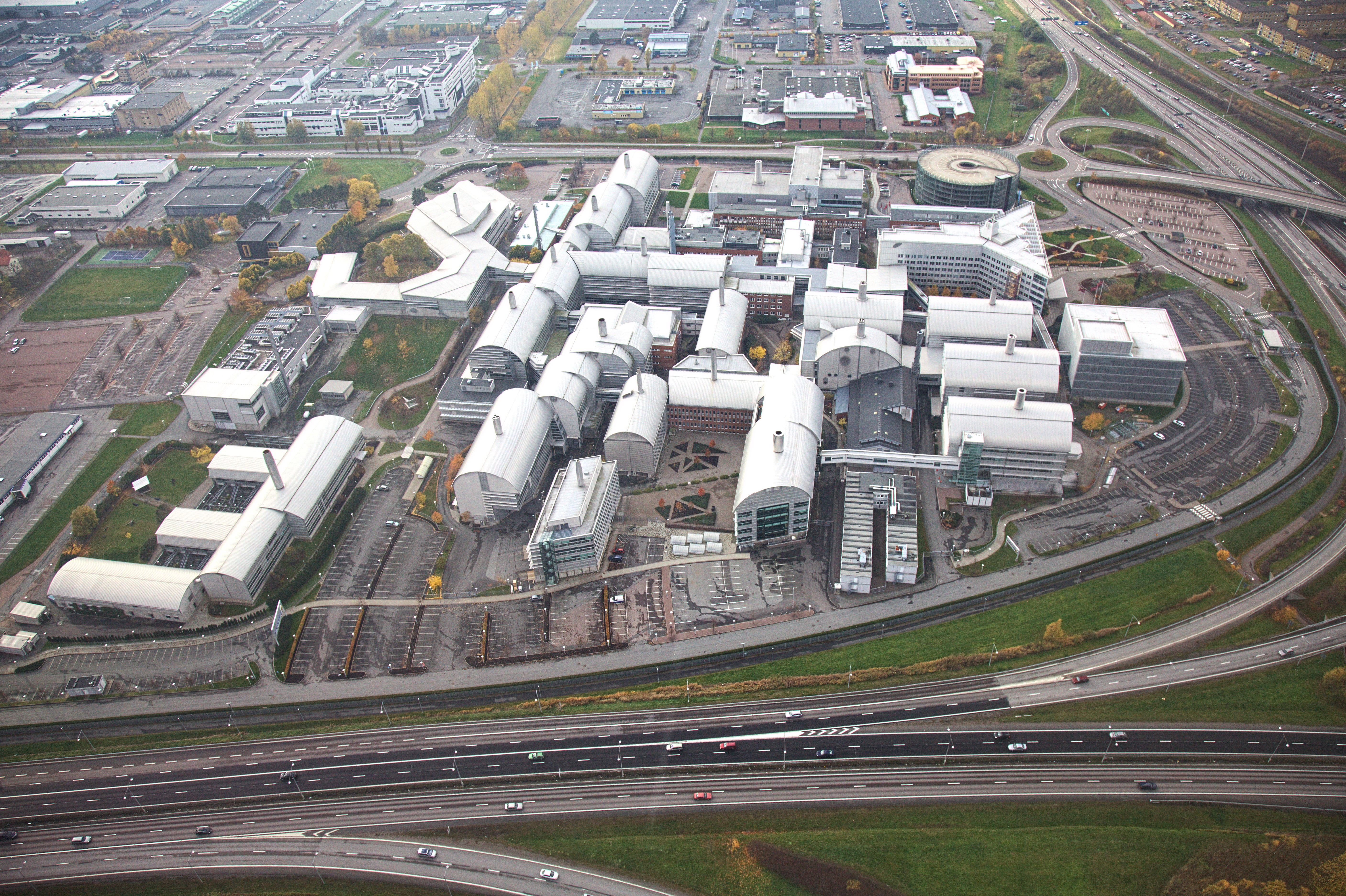
阿斯利康制药位于默恩达尔的全球研究中心

默恩达尔以生命科学公司的高度集中而闻名。阿斯利康制药的全球研究中心有超过3,100名员工。另外还有其他几家公司，如制药、生物医学和生物技术等。靠近哥德堡大学和查爾摩斯工學院的技术园区，支持了其他领域的发展，如微波技术和信息技术。两个国家研究机构，IFP SICOMP AB和IVF工业研究开发公司，也位于默恩达尔。